# 김영진 (1876년)
김영진(金英鎭, 일본식 이름: 金子英鎭가네코 에이친, 1876년 5월 26일 ~ 1947년 1월 16일)은 대한제국과 일제강점기의 관리며 조선총독부 중추원 참의를 지냈다. 김옥균의 아들 혹은 양자다. 본관은 안동이다.

## 생애
김옥균이 일본인 부인과의 사이에서 낳은 아들, 또는 김옥균 사후에 들인 양자로 알려져 있다. 1905년에 강성해진 일본의 세력을 등에 업고 조선에 들어와 아버지를 위한 제사를 올리고 유고를 간행하였는데, 관직에 올라 불법을 저지른다는 소문으로 평판은 좋지 않았다.
평안남도 관찰도 참서관과 경기도 진위군 군수를 시작으로 황해도 재령군 군수, 충청남도 아산군, 논산군, 보령군 군수를 차례로 역임했다. 이후 도 참여관으로 승진하여 함경북도와 경상남도, 경상북도, 전라북도의 참여관을 두루 지냈다.
1926년 중추원 참의에 임명되어 광복 시점까지 재직하고 있었다. 태평양 전쟁 기간 중에는 조선임전보국단 발기인으로 활동했다. 한국병합기념장, 훈3등 서보장, 조선총독부 공직부문 공로자 표창 등을 받았다. 1936년을 기준으로 정4위 훈3등에 서위되어 있었다.
2002년 발표된 친일파 708인 명단 중 중추원과 도 참여관 부문에 선정되었고, 2008년 공개된 민족문제연구소의 친일인명사전 수록예정자 명단에서는 중추원과 관료 부문에 포함되었다. 2009년 친일반민족행위진상규명위원회가 발표한 친일반민족행위 705인 명단에도 포함되었다.
2008년에는 대한민국 친일반민족행위자재산조사위원회가 김영진 소유의 토지에 대해 국가귀속 결정을 내렸다.

## 가계
- 고조부 : 김후순(金厚淳)
  - 증조부 : 김교근(金喬根)
    - 할아버지 : 김병기(金炳基)
      - 아버지 김옥균(金玉均)
        - 부인 : ?
          - 아들 : 김성한(金聲漢, 1918년 ~ ?)

## 같이 보기
- 김옥균
- 조선총독부 중추원
- 조선임전보국단

## 참고자료
- 이철우 (2008년 2월 29일). “친일반민족행위자 41억 상당 토지 국가 귀속”. 참말로. 2008년 4월 16일에 확인함.[깨진 링크(과거 내용 찾기)]